# Coronidium scorpioides
Coronidium scorpioides là một loài thực vật có hoa trong họ Cúc. Loài này được (Labill.) Paul G.Wilson mô tả khoa học đầu tiên.